# 1698 Крістоф
1698 Крістоф (1698 Christophe) — астероїд головного поясу, відкритий 10 лютого 1934 року.
Тіссеранів параметр щодо Юпітера — 3,195.